# Żejtun
Żejtun es uno de los sesenta y ocho consejos locales que conforman la actual organización territorial de la República de Malta, la cual entró en vigencia en el año 1993.

## Territorio y demografía
La superficie de este consejo local maltés abarca una extensión de territorio de unos 5,4 kilómetros cuadrados de superficie. La población de esta división administrativa se encuentra compuesta por un total de 11.410 personas (según las cifras que arrojaron el censo llevado a cabo en el año 2002). Mientras que su densidad poblacional es de 2.113 habitantes por cada kilómetro cuadrado aproximadamente.